# نیراساکی، یاماناشی
نیراساکی در استان یاماناشی در کشور ژاپن واقع شده‌است که دارای جمعیت ۳۳٬۵۳۹ نفر و مساحت ۱۴۳٫۷۳ کیلومتر مربع با تراکم جمعیت ۲۳۳ نفر در کیلومترمربع است و در تاریخ ۱۰ اکتبر ۱۹۵۴ به عنوان شهر شناخته شد.